# Peter Hintze
Peter Hintze (Bad Honnef, Alemania, 25 de abril de 1950 - 26 de noviembre de 2016) fue un teólogo evangélico y político alemán.
Se desempeñó como miembro del Bundestag desde 1990 hasta su fallecimiento en 2016, por la Unión Demócrata Cristiana. Desde 2013 hasta 2016, Hintze fue uno de los seis vicepresidentes del Bundestag. Anteriormente había sido presidente federal del Grupo de Trabajo Evangélico de la CDU/CSU, entre 1990 y 1992, y secretario general de la CDU, entre 1992 y 1998. También fue vicepresidente de la Internacional Demócrata de Centro-Internacional Demócrata Cristiana.

## Trayectoria
Hintze se convirtió en miembro del Bundestag alemán luego de las elecciones federales de 1990. Entre 1990 y 1992 presidió el Grupo de Trabajo Evangélico de la CDU/CSU.
Desde enero de 1991 hasta mayo de 1992 se desempeñó como Secretario de Estado Parlamentario en el Ministerio Federal de Asuntos de la Familia, Personas Mayores, Mujeres y Juventud, bajo el ministerio de Angela Merkel.
Entre 1992 y 1998 fue el Secretario General de la Unión Demócrata Cristiana.
Durante la campaña electoral nacional de 1994, Hintze fue la fuerza impulsora de la Rote-Socken-Kampagne, una campaña dirigida contra el partido de izquierda PDS y la supuesta posibilidad de coalición entre este y el Partido Socialdemócrata de Alemania. Se cree que la Rote-Socken-Kampagne contribuyó a la victoria electoral del canciller Helmut Kohl por la Unión Demócrata Cristiana.
En el año 2001 es elegido vicepresidente de la Internacional Demócrata Cristiana, cargo que ocuparía hasta 2015.
En 2005, Angela Merkel se convierte en la nueva Canciller de Alemania. Ese mismo año, Hintze se convierte en Secretario de Estado Parlamentario en el Ministerio Federal de Economía y Tecnología, hasta 2013. Entre 2007 y 2013, fue también Coordinador de Política Aeroespacial de Alemania.
Desde 2006, Hintze dirigió el grupo de parlamentarios del Bundestag de la CDU de Renania del Norte-Westfalia, la delegación más grande dentro del grupo parlamentario CDU/CSU.
En las negociaciones para formar un gobierno de coalición de los demócratas cristianos (CDU junto con la CSU de Baviera) y el Partido Democrático Libre (FDP) tras las elecciones federales de 2009, Hintze formó parte de la delegación de la CDU/CSU en el grupo de trabajo sobre asuntos exteriores, política de defensa y desarrollo, liderada por Franz Josef Jung (CSU) y Werner Hoyer (FDP). Posteriormente, en las negociaciones para formar una Gran Coalición de Demócratas Cristianos de Merkel y el SPD tras las elecciones alemanas de 2013, formó parte de la delegación de la CDU/CSU en el grupo de trabajo sobre regulación bancaria y la Eurozona, dirigido por Herbert Reul y Martin Schulz.
El 22 de octubre de 2013 se convirtió en Vicepresidente del Bundestag.
En 2015, Hintze nombró a Diana Kinnert como su jefa de gabinete parlamentaria, lo que la convirtió en la jefa de gabinete más joven en la historia del Bundestag.
Peter Hintze falleció de cáncer el 26 de noviembre de 2016. Tenía 66 años.